# Batis minima
Batis minima là một loài chim trong họ Platysteiridae.